# كانديدو مينديز دي ألميدا
كانديدو مينديز دي ألميدا هو محامي وصحفي وسياسي برازيلي، ولد في 14 أكتوبر 1818 في Brejo ‏ في البرازيل، وتوفي في 1 مارس 1881 في ريو دي جانيرو في البرازيل. انتخب عضو مجلس الشيوخ من البرازيل ‏.